# Achille Calzi (1811-1850)
Achille Calzi (Faenza, 15 giugno 1811 – Faenza, 24 aprile 1850) è stato un incisore, miniatore e pittore italiano.

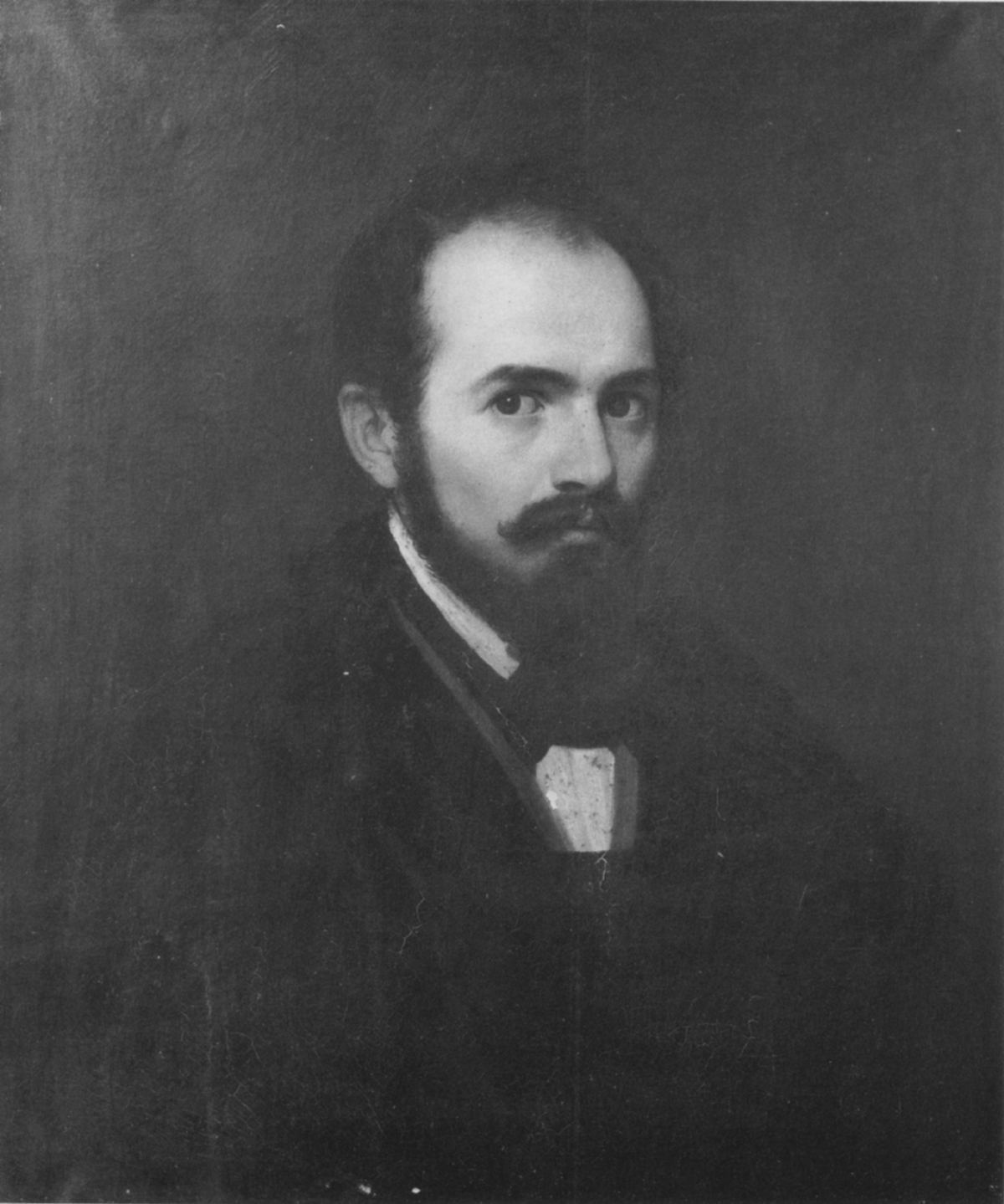
Achille Calzi senior

Considerato un disegnatore elegante e di grande finezza, con un segno nitido, fu abile incisore; artista di sensibilità romantica, fu pittore di opere sacre, storiche e letterarie, ritratti e miniature. È imparentato con l'altro Achille Calzi, anche lui pittore italiano. 

## Biografia

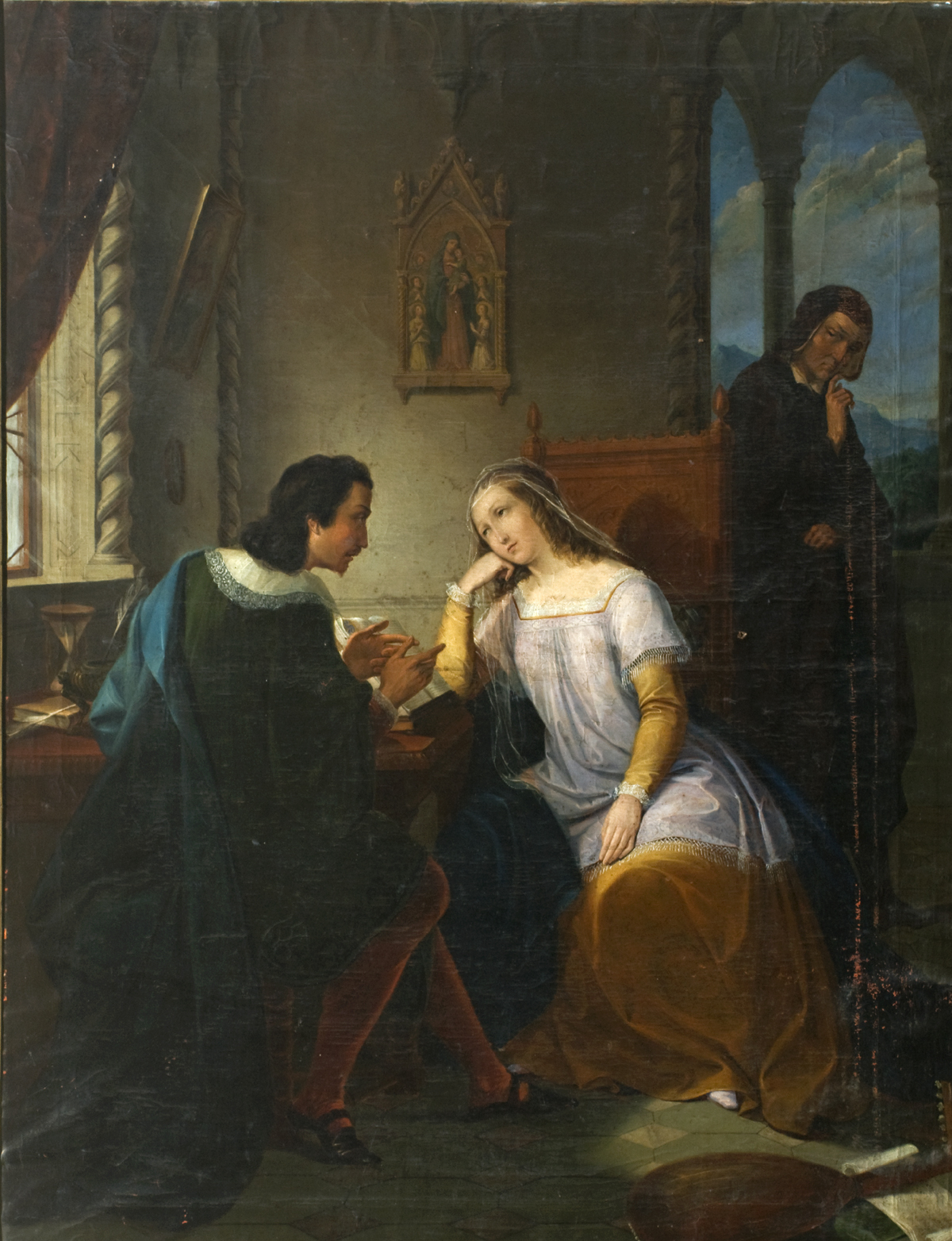
AbelardoEloisa

Nasce a Faenza il 15 giugno 1811 figlio di Giuseppe e Teresa Sansoni.
Compie studi classici presso il seminario di Faenza seguendo le lezioni di retorica, eloquenza e storia; prima frequenta in privato lo studio del pittore Alessandro Ricciardelli per la pratica del disegno e di miniatura, poi la Scuola di disegno di Faenza sotto la direzione dell'incisore Giuseppe Marri.
Nel 1834 esegue il ritratto di Jacopo Mazzoni per le Biografie e ritratti di XXIV uomini illustri romagnoli.
Trasferitosi poi a Roma nel 1836 con la protezione di Tommaso Minardi, si fa così conoscere per le buone qualità e la finezza del segno, come nel disegno Il Tasso legge la Gerusalemme liberata ad Eleonora d’Este; nel 1839 partecipa al concorso dell’Accademia dei Virtuosi al Pantheon vincendo il premio per l'incisione a contorno e mezza macchia La predica di Gesù Cristo nel deserto.
Fu poi chiamato dal calcografo Luigi Bardi a collaborare nella pubblicazione delle opere della Galleria palatina per il volume Imperiale e reale Galleria Pitti. Dopo il 1843 si trasferisce a Firenze per seguire l'edizione e incide diversi soggetti (Dal Francia, Garofalo, Bassano, Tintoretto).
Ritornato nel 1844 a Faenza sposa la contessa Maria Bandini e continua l'attività, segnalandosi per la raffinata esecuzione dei ritratti. Stringe amicizia con molti artisti faentini, come Romolo Liverani con il quale collabora per il primo numero del Lunêri di Smémbar, e incide alcune sue celebri vedute di Faenza. Morta sua moglie e sua figlia si trasferisce a Firenze ma, dopo essersi ammalato, torna a Faenza e ci muore.

## Opere
Le opere più famose sono le riproduzioni del San Girolamo del Correggio, de L'origine dei Vespri siciliani e di varie incisione di Francesco Hayez, del Trionfo di Galatea di Francesco Podesti, della Maddalena del Sassoferrato.

## Mostre
- Faenza, 1875, Esposizioni agrario industriale artistica
- Faenza, 1951, Mostra d'arte dell'Ottocento faentino
- Faenza, 1955, Mostra degli artisti romagnoli dell'Ottocento
- Faenza, 1977, Opere di incisori e disegnatori faentini dell'Ottocento
- Faenza, 1988, Incisori faentini di immagini mariane
- Faenza, 1993, Pittura dell'Ottocento e Novecento dalle collezioni della Pinacoteca comunale di Faenza